# Phrynobatrachus manengoubensis
Phrynobatrachus manengoubensis es una especie  de anfibios de la familia Ranidae.

## Distribución geográfica
Es endémico de Crater Lake, a 2000 m s. n. m. en la montaña Manengouba, al oeste de Camerún, montaña a la que debe el epíteto manengoubensis.

## Taxonomía
Según Grandison esta especie podría ser sinónimo de Phrynobatrachus werneri.